# Солнечногорськ
Солнечногорськ (рос. Солнечногорск) — місто у Московській області Росії, центр Солнечногорського району та міського поселення Солнечногорськ. Місто обласного підпорядкування. Розташований на Клинсько-Дмитрівській гряді, на березі озера Сенежське, на відстані 65 км на північний захід від Москви. Залізнична станція Подсолнечная.

## Історія
Місто виросло із села Сонячна Гора (рос. Солнечная Гора), заснованого на початку XVIII століття як сільце Гомзино (від прізвища Гомзин), від кінця XVIII століття село Солничне (рос. Солнышная) та пристанційного селища Підсонячне (рос. Подсолнечное), яке було засновано у 1851 році в ході будівництва залізниці Петербург — Москва
З 1882 року у селі діяли ткацька та бісерна фабрики, скляний завод, підприємства з виробництва шкіряних виробів. Мешканці віддавна займались ямським промислом обслуговуючи поштовий тракт Москва — Петербург.
У 1926 році, за матеріалами перепису в селі Сонячна Гора мешкало 1084 людини, селищі Сонячна Гора — 494, селі Підсонячному — 654, у селищі фабрики Ростовар — 500.
21 травня отримав статус робітничого селища, яке з 1928 по 1938 рік називалось Солнечногорський. У 1938 році отримав статус міста. Назва пов'язана з красою навколишньої території.
У роки ІІ Світової війни місто короткий період перебувало під німецькою окупацією: з 23 листопада по 12 грудня 1941 року. Однак при цьому місто зазнало значних руйнувань.

## Символіка
Місто має власну символіку — герб та прапор. Основні геральдичні кольори синій, жовтий та білий. Основною геральдичною фігурою є зображення сяючого сонця. Міську символіку ухвалено 10 червня 2008 року.

## Міський округ
Солнечногорськ є центром однойменного міського поселення до складу якого, окрім самого міста входить 24 села та селища, щоправда значна частина з яких, або взагалі не має населення, або воно там живе менше 10 людей. До складу міського поселення входять такі населені пункти (у дужках кількість населення станом на 2011 рік):
- село Бедово (4)
- село Вельєво (1)
- село Гигирьово (0)

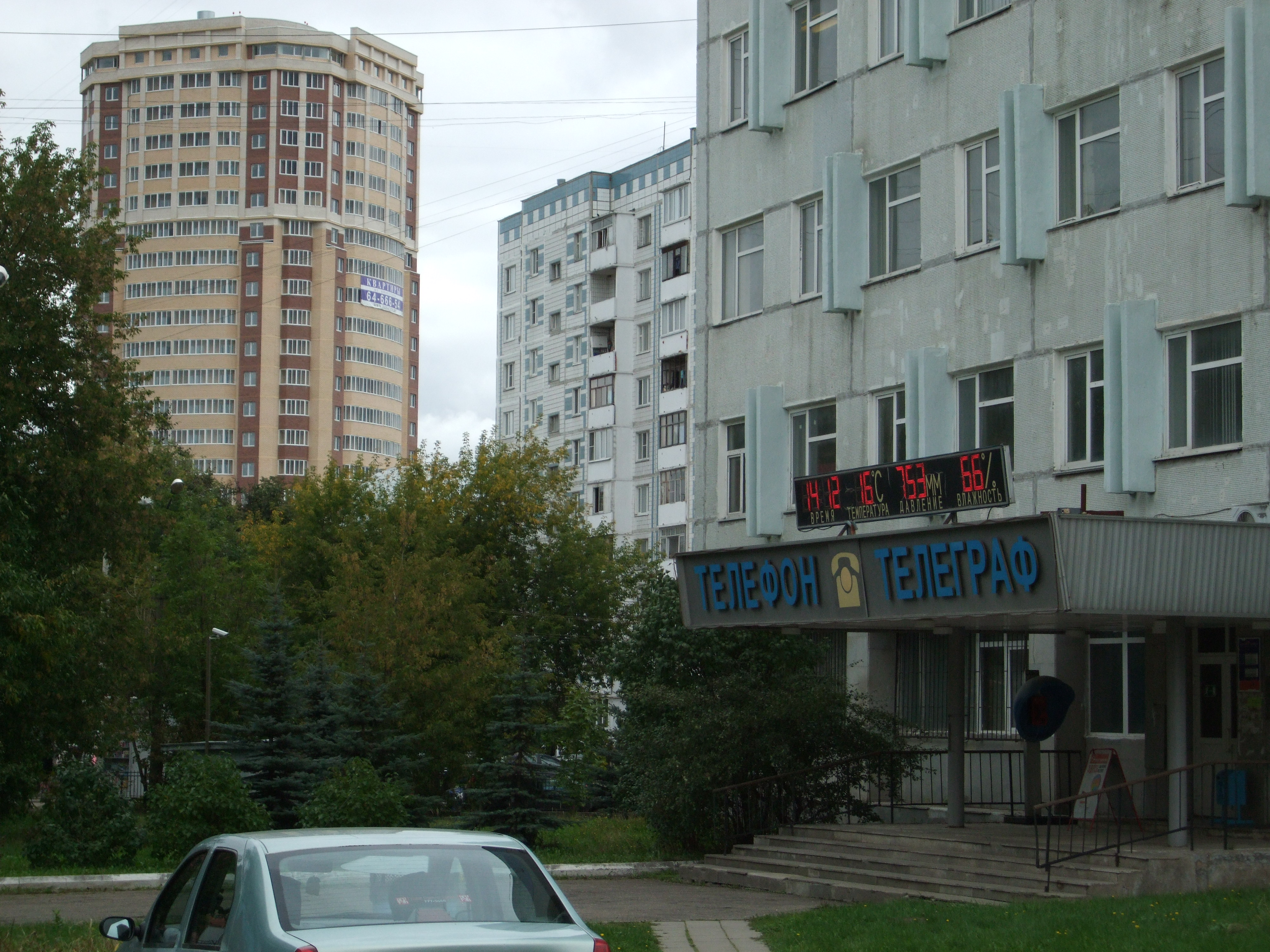
Будівля телекомунікаційної організації (справа) та найвищий будинок міста

- селище будинку відпочинку Володимира Ілліча (222)
- село Дубиніно (40)
- село Загор'є (13)
- село Заовраж'є (4)
- село Захар'їно (1)
- село Зеленіно (1)
- село Карпово (15)
- село Мостки (1)
- село Осипово (29)
- село Редіно (27)
- село Рекіно-Хрести (32)
- село Ригіно (0)
- селище санаторію Міністерства оборони (1616)
- селище Сенеж (364)
- село Скородумки (13)
- село Снопово (13)
- село Талаєво (20)
- село Тимоново (157)
- село Федино (0)
- село Хметьєво (142)
- село Чепчиха (6)

## Промисловість

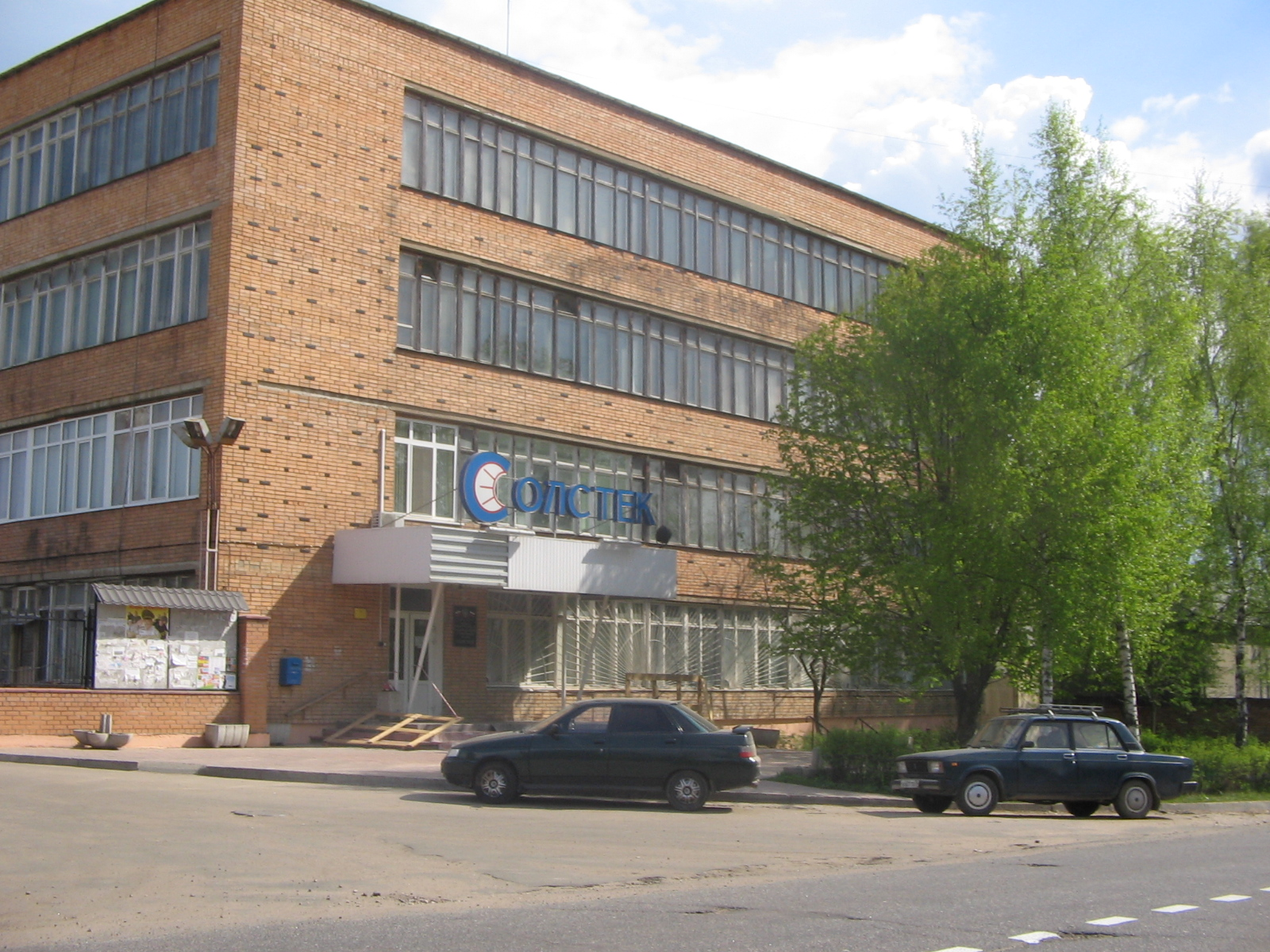
Підприємство «Солстек»

У місті розташовано такі підприємства: електромеханічне, механічне, металічних сіток «Лепсе», «Полімерагро», скляний «Солстек», АТ НПО «Ксенон», дослідно-експериментальний механічний, металовиробів. Є підприємства харчової промисловості.

## Транспорт
У місті розташована залізнична станція Подсолнечная де зупиняються приміські електропотяги, що слідують до Москви а також Клина, Твері, Конаково ГРЕС. Орієнтовний час в дорозі до Москви 1 год 20 хв.
Окрім того місто має пряме автобусне сполучення з Москвою (станція метро Водний стадіон). Орієнтовний час у дорозі 1 год 30 хв. А також є транзитні рейси до автостанції Тушинська (1 год в дорозі)

## Населення

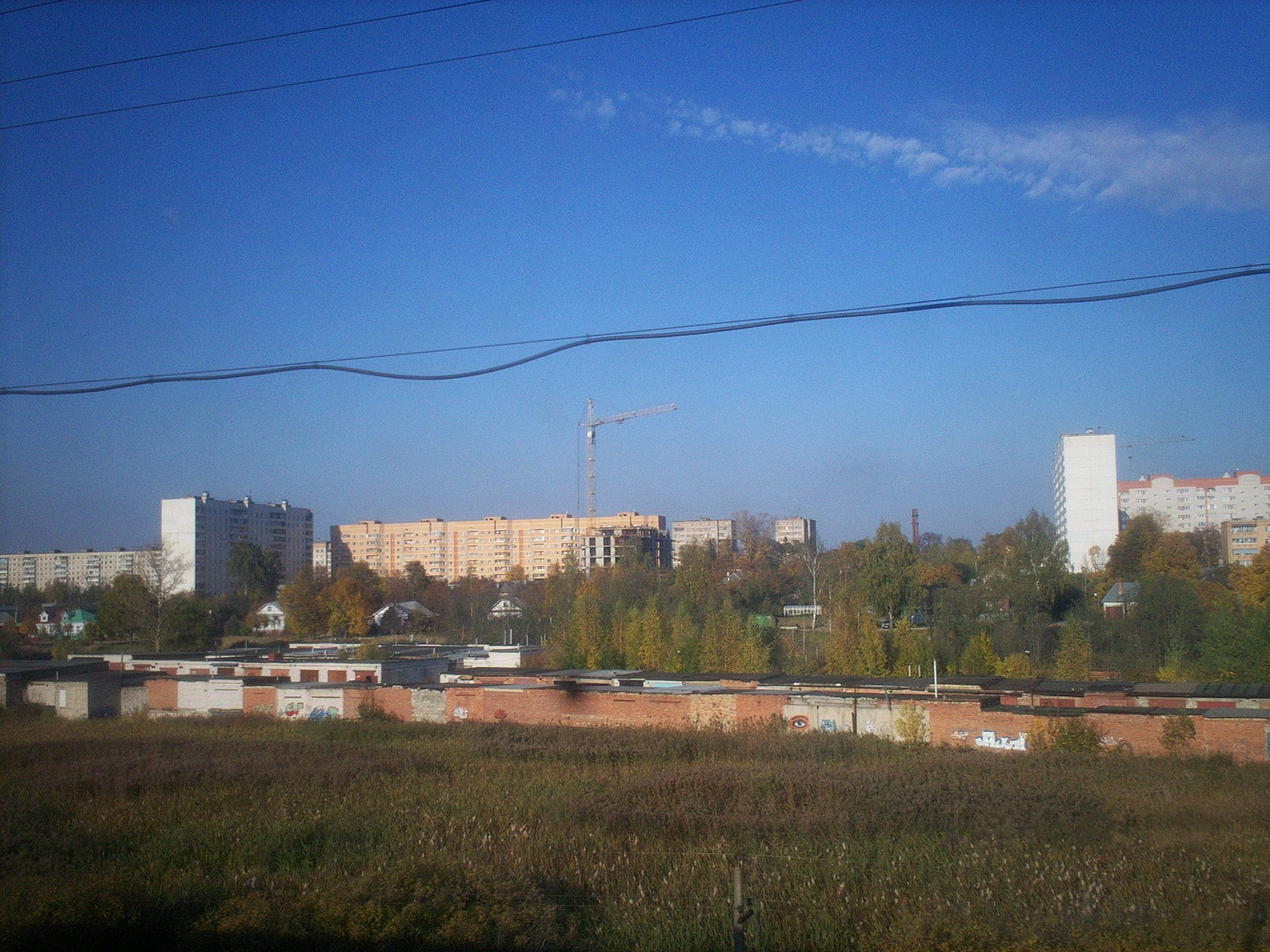
Вид на Солнечногорськ з боку залізниці

| Рік  | тис. чол | рік  | тис. чол | рік  | тис. чол | рік  | тис. чол |
| ---- | -------- | ---- | -------- | ---- | -------- | ---- | -------- |
| 1931 | 4.3      | 1986 | 53       | 2003 | 58.4     | 2012 | 53.1     |
| 1939 | 13.5     | 1989 | 55.6     | 2005 | 58.0     | 2013 | 53.0     |
| 1959 | 24.2     | 1992 | 57       | 2006 | 57.5     | 2014 | 52.8     |
| 1967 | 30       | 1996 | 58.0     | 2007 | 57.2     | 2015 | 52.6     |
| 1970 | 33.5     | 1998 | 58.1     | 2008 | 56.7     |      |          |
| 1979 | 48.0     | 2000 | 58.0     | 2010 | 57.1     |      |          |
| 1982 | 51       | 2001 | 57.6     | 2011 | 52.9     |      |          |

## Освіта
Вища освіта у місті представлена Московським відкритим юридичним інститутом.

## Культура, ЗМІ
Недалеко від Сонячної Гори, у селі Болдіно, знаходився маєток російського історика та географа В. М. Татищева.
Також у місті є державний історико-літературний та природний музей-заповідник О. О. Блока «Шахматово».
Також у місті є музей миротворчих операцій. У місті працює історико-краєзнавчий музей.

## Пам'ятки історії та архітектури
У південній частині міста на території колишнього села Спаське, яке у 18 столітті належало князям Лопухіним є Спаська церква (1759). У забудові центру виділяється будівля колишньої земської лікарні (1879 р., пізній класицизм), святоМиколаєвська церква.

## Відомі особистості
У місті народився:
- Любомудров Володимир Павлович (* 1939) — російський режисер, сценарист.
- проживав Петровський Георгій Семенович (1924—1989) — радянський військовик, учасник Другої світової війни, генерал-лейтенант, почесний громадянин Бердичева.